# Alegret
Alegret (fl....1145...) fou un trobador occità, possiblement gascó. Se'n conserven només dues composicions

## Vida
No es conserva cap vida ni dades en documents d'arxiu d'aquest trobador. Se'n conserven dues composicions, la primera de les quals és una cançó d'amor i la segona un sirventès, que ens dona més informació sobre la seva persona. Es tracta d'un sirventès on critica els poderosos i els marits enganyats i només lloa Alfons VII de Castella a qui anomena "senyor d'Occident", v. 35; per tant, és una composició anterior a 1157, data de la mort d'Alfons. El sirventès acaba amb uns versos on Alegret es vanta que el seu poema serà incomprès pels que no siguin prou savis i que hi ha posat dos mots de sentit divers; efectivament en tot el poema hi ha una preocupació per l'estil. Marcabrú, cap a mitjan segle enemistat amb Alfons, en el seu sirventès Bel m'es quan la rana chanta (293,11) contesta al vers d'Alegret i acaba mencionant-lo explícitament (Alegretz, folls, en qual guiza / cujas far d'avol valen / ni de gonella camiza?; "Alegret, foll, com vols fer del dolent un valent o d'una gonella una camisa?"). Aquesta resposta ha permès datar el sirventès d'Alegret cap a 1145.
Bernart de Ventadorn menciona un joglar Alegret, que s'ha identificat amb el trobador.
El salut d'amor Dompna, c'aves la segnoria s'havia atribuït a aquest trobador. Però aquesta hipòtesi ha estat rebutjada.

## Obra
- (17,1)[2] [Ais]si cum selh ... es vencutz e sobratz (cançó)
- (17,2) Ara pareisson ll'aubre sec (sirventès)

### Edicions
- J.-M.-L- Dejeanne, Alegret, jongleur gascon du XIIième siècle, in: Annales du Midi, 19 (1907), pàg. 221-231
- Alfred Jeanroy, Jongleurs et troubadours gascons, París, 1923, pàg. 4-11

### Repertoris
- Alfred Pillet / Henry Carstens, Bibliographie der Troubadours von Dr. Alfred Pillet […] ergänzt, weitergeführt und herausgegeben von Dr. Henry Carstens. Halle : Niemeyer, 1933 [Alegret és el número PC 17]